# Rhyacophila chandleri
Rhyacophila chandleri är en nattsländeart som beskrevs av Donald G. Denning 1956. Rhyacophila chandleri ingår i släktet Rhyacophila och familjen rovnattsländor. Inga underarter finns listade i Catalogue of Life.